# 25 юни
25 юни е 176-ият ден в годината според григорианския календар (177-и през високосна). Остават 189 дни до края на годината.

## Събития
- 891 г. – Арнулф Каринтски отблъсква викингите в битката при Лувен.
- 1503 г. – По време на четвъртата си експедиция до Америка Христофор Колумб претърпява корабокрушение край остров Ямайка.
- 1863 г. – В Цариград Петко Славейков започва да издава вестник Гайда.

- 1876 г. – Американската 7-а кавалерия, ръководена от полковник Джордж Армстронг Къстър, е разбита от обединените сили на индианските племена сиукси и шайени в битката при Литъл Биг Хорн.
- 1877 г. – Избухва Каварненско въстание на каварненци и селяни от околните села за самозащита от настъпващия към града башибозук, местни турци и черкезка конница.
- 1880 г. – В Княжество България с княжески Указ № 296 от 28 юни 1880 г.[1] към Министерството на финансите е образувано Статистическо-организационно отделение.
- 1912 г. – ВМРО извършва атентат в Кочани, при който са убити 9 души; последвалите репресии на турската власт (40 убити и 250 ранени) стават повод за избухването на Балканската война на 26 септември същата година.
- 1950 г. – Студената война: Комунистическа Северна Корея напада Южна Корея, с което започва Корейската война.
- 1955 г. – В писмо до Централния комитет на БКП Никита Хрушчов изисква България да нормализира отношенията си с Югославия.
- 1975 г. – Мозамбик става независима от Португалия държава; през същия ден са установени и дипломатически отношения с България.
- 1975 г. – Министър-председателката на Индия Индира Ганди предлага на президента да обяви извънредно положение за спасяване на страната от хаос; извънредното положение е въведено на 26 юни и продължава до 23 март 1977 г.
- 1978 г. – Аржентина спечелва Световното първенство по футбол.
- 1982 г. – Гърция прекратява практиката за бръснене на главите на войниците.

- 1988 г. – В Люксембург е подписано споразумение между Европейската общност и Съвета за икономическа взаимопомощ за взаимно признаване и официални отношения.
- 1991 г. – Хърватия и Словения обявяват своята независимост от СФР Югославия, което е начало на четиригодишна гражданска война, взела десетки хиляди жертви.
- 1996 г. – При терористичен акт на Хизбула срещу жилищен блок на американска военна база в Саудитска Арабия загиват 19 души и са ранени 372.
- 1998 г. – Излиза операционната система Windows 98.
- 1999 г. – XXXVIII народно събрание разрешава на войските на НАТО да използват сухопътното пространство на България за мироопазващата операция в Косово, а Министерството на външните работи отказва въздушен коридор на Русия.

## Родени
- 1852 г. – Антони Гауди, каталунски архитект († 1926 г.)
- 1860 г. – Гюстав Шарпантие, френски композитор († 1956 г.)
- 1864 г. – Валтер Нернст, гемански физик, Нобелов лауреат през 1920 г. († 1941 г.)
- 1866 г. – Иван Липошлиев, български революционер († 1945 г.)
- 1870 г. – Хари Оберхолсер, американски орнитолог († 1963 г.)
- 1894 г. – Димитър Пешев, български политик († 1973 г.)
- 1894 г. – Херман Оберт, американски конструктор († 1989 г.)
- 1900 г. – Луис Маунтбатън, британски аристократ († 1979 г.)
- 1903 г. – Джордж Оруел, английски писател († 1950 г.)
- 1907 г. – Арсений Тарковски, руски поет († 1989 г.)
- 1907 г. – Ханс Йенсен, германски физик, Нобелов лауреат († 1973 г.)
- 1908 г. – Уилард ван Орман Куайн, американски философ († 2000 г.)
- 1909 г. – Димитър Димов, български писател († 1966 г.)
- 1911 г. – Уилям Стайн, американски биохимик, Нобелов лауреат по химия († 1980 г.)
- 1924 г. – Сидни Лъмет, американски режисьор († 2011 г.)
- 1926 г. – Ингеборг Бахман, австрийска поетеса († 1973 г.)
- 1928 г. – Алексей Абрикосов, руски физик, Нобелов лауреат († 2017 г.)
- 1930 г. – Георги Черкелов, български актьор († 2012 г.)
- 1934 г. – Беатрис Шеридан, мексиканска актриса († 2006 г.)
- 1934 г. – Васил Попов, български актьор († 2015 г.)
- 1934 г. – Петре Андреевски, писател от Република Македония († 2006 г.)
- 1935 г. – Стефан Илиев, български актьор († 2018 г.)
- 1935 г. – Чарлс Шефилд, американски писател († 2002 г.)
- 1937 г. – Надежда Василева, българска състезателка по ски бягане
- 1953 г. – Иван Илчев, български историк
- 1956 г. – Борис Трайковски, президент на Република Македония († 2004 г.)
- 1956 г. – Антъни Бурдейн, американски шеф готвач († 2018 г.)
- 1960 г. – Алдо Серена, италиански футболист
- 1961 г. – Тимур Бекмамбетов, казахстански режисьор, сценарист и продуцент
- 1963 г. – Джордж Майкъл, британски певец († 2016 г.)
- 1967 г. – Магдалена Форсберг, шведска ски бегачка
- 1975 г. – Владимир Крамник, руски шахматист
- 1975 г. – Наташа Клаус, колумбийска актриса
- 1975 г. – Нина Николина, българска певица
- 1981 г. – Цветомир Цонков, български футболист
- 1982 г. – Едвалдо Оливейра, бразилски боксьор
- 1982 г. – Михаил Южни, руски тенисист
- 1984 г. – Мария Пенкова, българска тенисистка
- 1989 г. – Джак Корк, английски футболист
- 1994 г. – Егор Крид, руски певец

## Починали
- 524 г. – Хлодомер, франкски крал от Меровингите (* 495 г.)
- 1134 г. – Крал Нилс Датски (* 1104 г.)
- 1673 г. – Д'Артанян, френски офицер (* 1611 г.)
- 1767 г. – Георг Филип Телеман, германски композитор (* 1681 г.)
- 1822 г. – Ернст Теодор Амадеус Хофман, германски писател (* 1776 г.)
- 1861 г. – Абдул Меджид, султан на Османската империя (* 1823 г.)
- 1866 г. – Александер фон Нордман, френски зоолог († 1803 г.)
- 1876 г.
  - Джордж Армстронг Къстър, американски военен (* 1839 г.)
  - Йонко Карагьозов, деец на националноосвободителното движение (* 1851 г.)
- 1905 г. – Атанас Бабата, български революционер (* 1875 г.)
- 1906 г. – Георги Ацев, български революционер (* 1884 г.)
- 1912 г. – Лорънс Алма-Тадема, британски художник (* 1836 г.)
- 1923 г. 
  - Асен Халачев, български комунист (* 1889 г.)
  - Херман Шкорпил, чешко-български археолог (* 1858 г.)
- 1927 г. – Боян Пенев, български филолог (* 1882 г.)
- 1953 г. – Стефан Баджов, български художник (* 1881 г.)
- 1971 г. – Джон Бойд Ор, британски политик, Нобелов лауреат (* 1880 г.)
- 1977 г. – Петко Стайнов, български композитор (* 1896 г.)
- 1979 г. – Георги Дръндаров, български писател и драматург (* ?)
- 1984 г. – Мишел Фуко, френски философ (* 1926 г.)
- 1992 г. – Джеймс Стърлинг, британски архитект (* 1926 г.)
- 1995 г. – Ърнест Уолтън, ирландски физик, Нобелов лауреат (* 1903 г.)
- 1997 г. – Жак-Ив Кусто, френски изследовател (* 1910 г.)
- 2009 г. 
  - Проф. Веселин Димитров, български журналист (* 1938 г.)
  - Майкъл Джексън, американски поп певец (* 1958 г.)
  - Фара Фосет, американска актриса (* 1947 г.)
- 2023 г. – Джон Гудинаф, американски физик, носител на Нобелова награда за химия (* 1922 г.)[2]

## Празници
- Ден на Организацията за черноморско икономическо сътрудничество (ОЧИС) – Чества се от 2004 г. с Решение на Съвета на министрите на външните работи на ОЧИС
- България – Ден на българската статистика – На тази дата през 1880 г. е създадено Статистическо-организационно отделение към Министерството на финансите, с което се поставя началото на статистическата институция в България.
- Мозамбик – Ден на независимостта (от Португалия, 1975 г.)
- Словения – Ден на държавността и независимостта (1991 г., от Югославия)
- Украйна – Ден на митническата служба
- Хърватия – Ден на независимостта (1991 г., от Югославия)